# Sarnów (Basses-Carpates)
Pour les articles homonymes, voir Sarnów.
Sarnów est une localité polonaise de la gmina de Tuszów Narodowy, située dans le powiat de Mielec en voïvodie des Basses-Carpates.